# 퓨전 요리

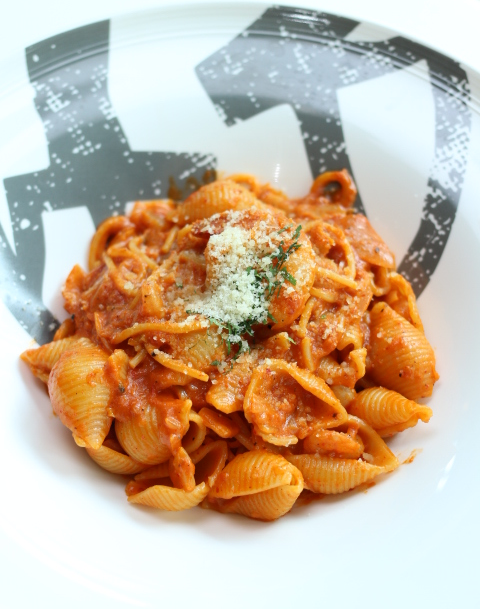
김치 콘킬리에

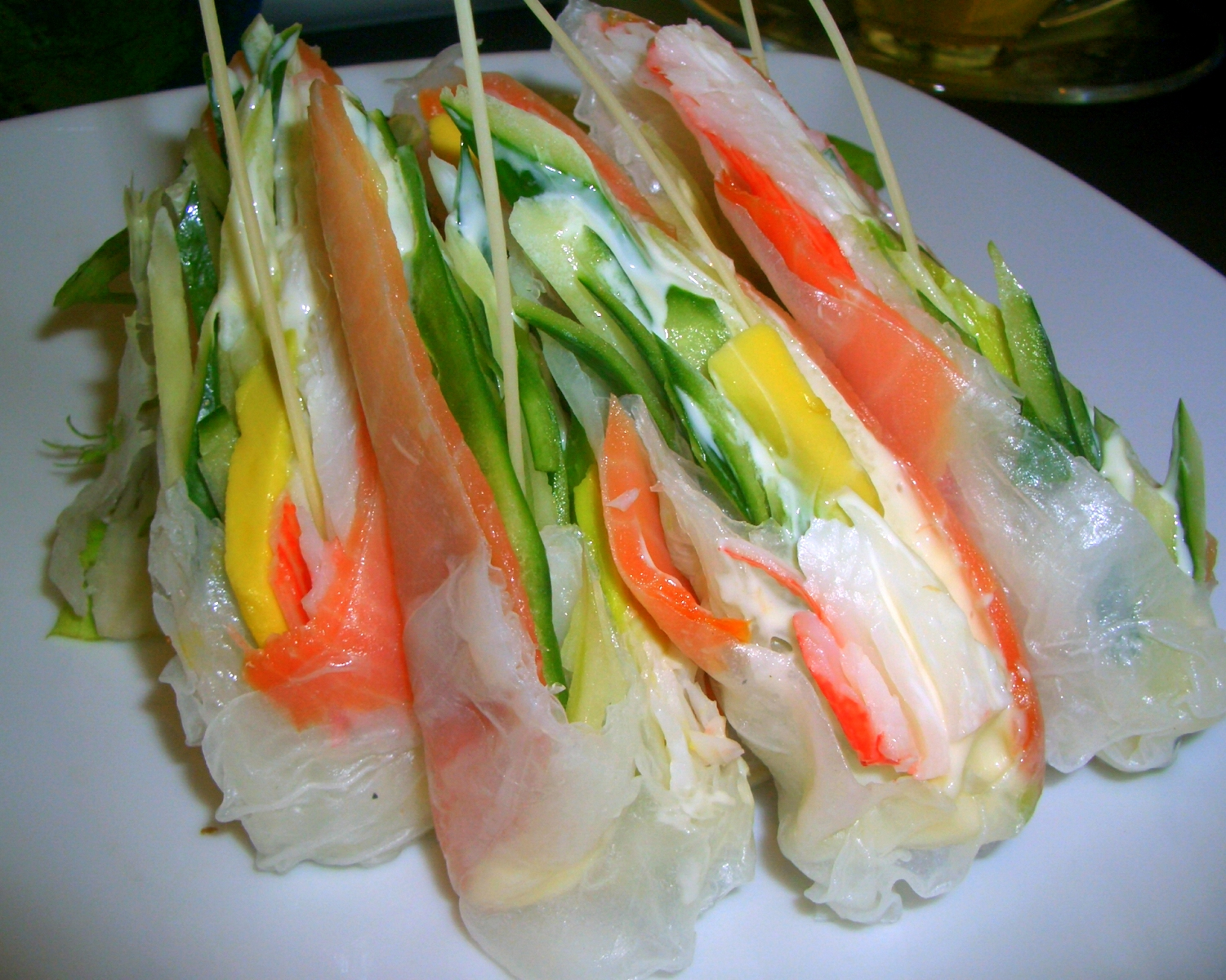
일본 요리와 베트남 요리의 퓨전 요리

퓨전 요리(fusion料理)는 전혀 다른 형식의 요리를 섞은 것으로, 1970년대부터 생겨나기 시작하였다.

## 같이 보기
- 미국식 중국 요리
- 일본식 중국 요리
- 누벨 퀴진
- 스시 피자
- 텍스멕스